# 万関瀬戸

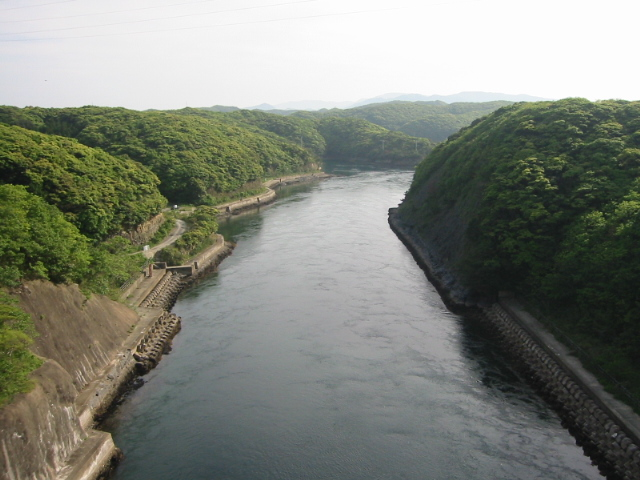
万関瀬戸

万関瀬戸（まんぜきせと）は、対馬（長崎県対馬市）の中央よりやや南の東部にある延長約500mの運河（北緯34度17分51.6秒 東経129度21分21.3秒 / 北緯34.297667度 東経129.355917度）。対馬西部の浅茅湾（あそうわん）と東部の三浦湾（みうらわん）を接続する。
対馬西岸と東岸を結ぶ運河はもう1本大船越瀬戸（北緯34度16分44.2秒 東経129度21分10.9秒 / 北緯34.278944度 東経129.353028度）がここより約2km南にあるが、万関瀬戸に比べて狭く、浅い。また、万関瀬戸が航路であるのに対し、大船越瀬戸は漁港となっている。このため、多くの船舶は万関瀬戸の方を通航する。なお、万関瀬戸航路は開発保全航路に指定されている。
対馬島の上島と下島の境であり、ここより北部を上島、南部を下島と言う。運河上には国道382号の万関橋（まんぜきばし）という橋が架けられている。現在の橋は1996年に架けられた3代目。

## 歴史

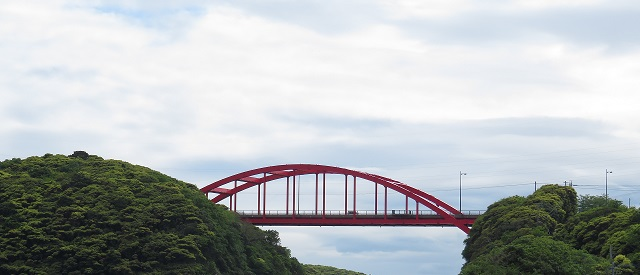
万関橋（3代目）左が下島、右が上島

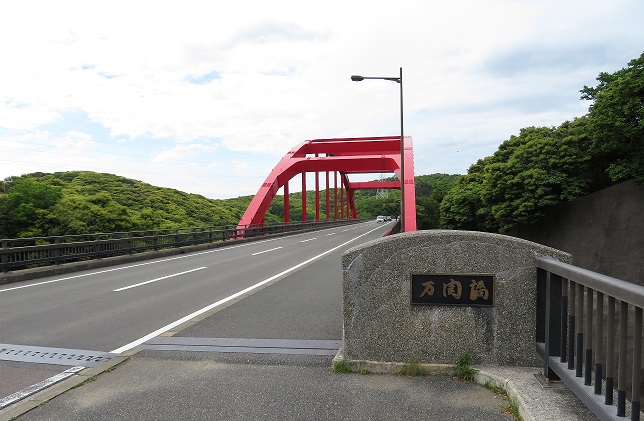
万関橋（国道382号）手前が下島

1900年に旧大日本帝国海軍によって、浅茅湾内の竹敷港にあった竹敷要港部から佐世保鎮守府までの所要時間を短縮するための航路として開削された。当時は幅約25メートル、深さ約3メートルであった。1905年に起きた日露戦争の日本海海戦では水雷艇部隊がここを通って出撃した。
1955年に万関橋が架け替えられた。この2代目の万関橋は鉄製のアーチ橋(鋼2ヒンジアーチ)で、バスの通行が可能になった。
1974年7月に開発保全航路に指定され、1975年3月には幅40メートル、深さ4.5メートルに拡張された。
1990年代に航路の再拡張が計画されたが、実現していない。1996年に架け替えられた三代目の万関橋はこの計画に沿って設計されたため、下島側の取付部が内陸に入り込んでいる。また、同様の理由で下島側の道路脇に設けられた公園も運河に面していない。